# مری ان مک‌لاود ترامپ
مری اَن مک‌لاود ترامپ (گیلی اسکاتلندی: Màiri Anna NicLeòid; ۱۰ مهٔ ۱۹۱۲ – ۷ اوت ۲۰۰۰) مادر دونالد ترامپ چهل و هفتمین رئیس‌جمهور آمریکا، اهل ایالات متحده آمریکا و از مهاجران اسکاتلندی در اوایل دهه ۱۹۳۰ بود.
مری ان مک‌لاود در روستای تانگ از بخش لوئیس در مجمع‌الجزایرهیبرید (هبریدهای بیرونی)، واقع در غرب اسکاتلند، بریتانیا در مزرعه‌ای به نام «تانگ ۵» (که از سال ۱۸۹۵ متعلق به پدرش بود) متولد شد.
مری کوچک‌ترین فرزند از ۱۰ فرزند مالکوم مک‌لاود (۱۸۶۶–۱۹۵۴) و مری مک‌لاود (موسوم به اسمیت) (۱۸۶۷–۱۹۶۳) بود. پدربزرگ و مادربزرگ پدری او الکساندر مک‌لاود و ان مک‌لاود و پدربزرگ و مادربزرگ مادری‌اش دونالد اسمیت و مری مکولی بودند.

## مهاجرت به آمریکا

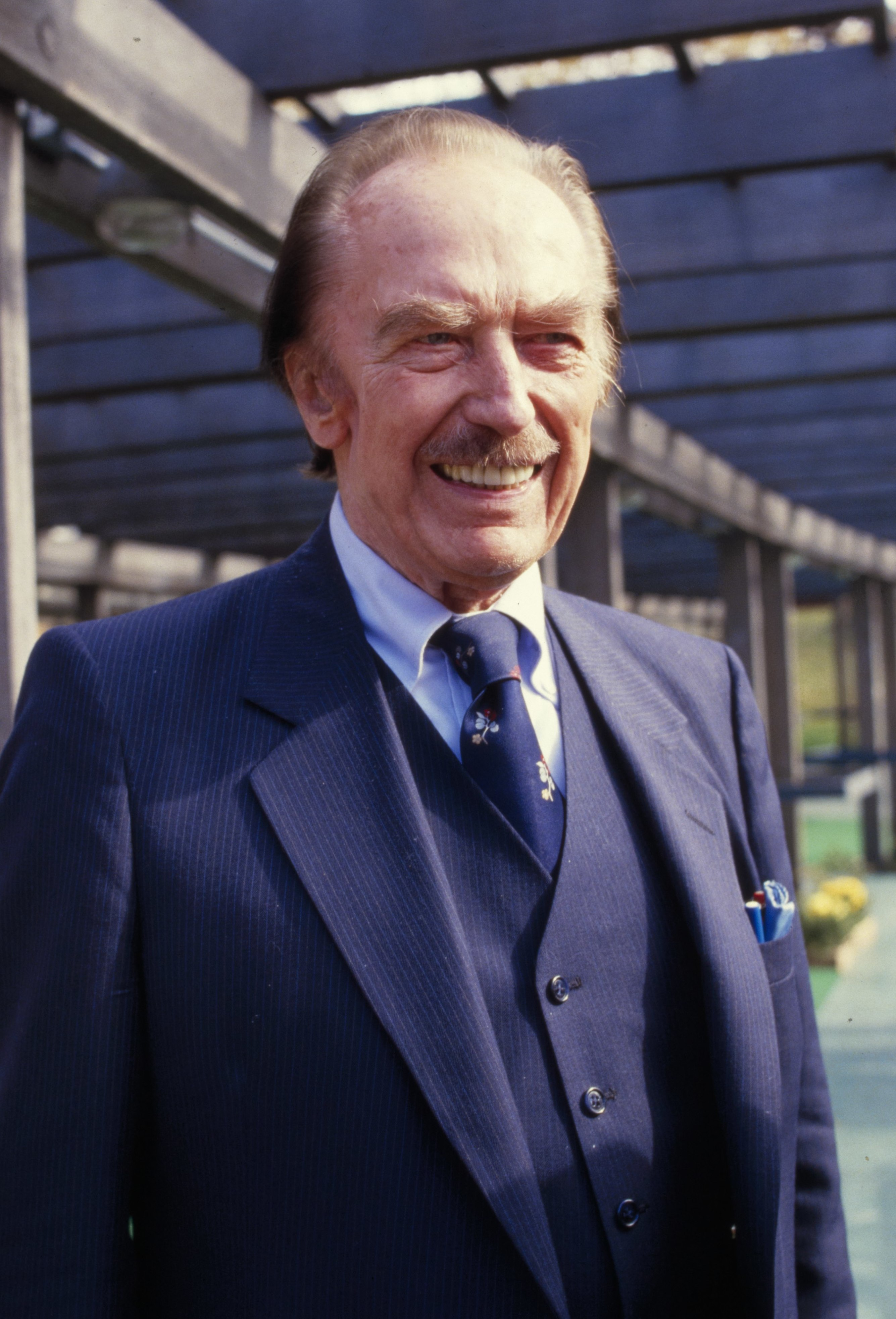
فرد ترامپ در وولمن رینک در پارک مرکزی،نوامبر1996

بر اساس گزارش روزنامه نشنال، ویزای مهاجرتی مری آن مک‌لاود با شماره ۲۶٬۶۹۸ در ۱۷ فوریه ۱۹۳۰ در گلاسکو صادر شد و در ۲ مه ۱۹۳۰، وی گلاسکو را با کشتی اچ‌ام‌اس ترانسیلوانیا (اف۵۶) ترک و در ۱۱ مه ۱۹۳۰ وارد نیویورک شد؛ یعنی یک روز پس از تولد ۱۸ سالگی و زمانی که می‌توانست اقامت دائم در آمریکا گرفته و به یک شهروند ایالات متحده آمریکا تبدیل شود.
مری در بدو ورود به آمریکا تنها ۵۰ دلار همراه داشت. وی پس از رسیدن به آمریکا با خواهر بزرگترش کریستینا متیسون در لانگ آیلند زندگی می‌کردند و به عنوان یک خدمتکار خانگی حدود چهار سال کار کرد. در لیست سرشماری سال ۱۹۳۰ ایالات متحده آمریکا نام او همراه با اشتغال به‌عنوان خدمتکار خانگی (ندیمه) ثبت شده است.
اگرچه در فرم سرشماری ۱۹۴۰ ایالات متحده که توسط مری ان مک‌لاود تکمیل گردید، وی اظهار داشته که یک شهروند است ولی در واقع او تا ۱۰ مارس ۱۹۴۲ تابعیت نداشت.
وی در سال ۱۹۳۶ با فرد ترامپ آشنا شد و با وی ازدواج کرد و صاحب ۵ فرزند شد. دونالد چهارمین فرزند وی در ۱۴ ژوئن ۱۹۴۶ در نیویورک به دنیا آمد.
دونالد ترامپ در ۸ نوامبر ۲۰۱۶ به عنوان چهل و پنجمین رئیس‌جمهور ایالات متحده آمریکا انتخاب شد. وی در انتخابات سال ۲۰۲۴ به عنوان چهل و هفتمین رئیس‌جمهور آمریکا انتخاب شد.